# باول ماثيوز كليفلاند
باول ماثيوز كليفلاند (بالإنجليزية: Paul Matthews Cleveland)‏ هو دبلوماسي أمريكي، ولد في 25 أغسطس 1931.